# Maiju Gebhard
Maiju Gebhard, född 15 september 1896 i Helsingfors, död där 18 juli 1986, var en finländsk hushållslärare. Hon gjorde en rad insatser för att rationalisera och underlätta hushållsarbetet. Hon är främst känd för det av henne 1944–1945 vidareutvecklade torkskåpet för disk.

## Biografi
Maiju Gebhard var dotter till Hannes och Hedvig Gebhard. 1919 utexaminerades hon som hushållslärare i Sverige, där hon också upptäckte förekomsten av diskställ som placerats ovanför diskhon och vasken.
Gebhard var åren 1923–1943 verksam som konsult i det av fadern 1922 grundade småbrukarförbundet Pienviljelijäin keskusliitto. Under den tiden räknade hon ut att en finsk hemmafru ägnar över 30 000 timmar av sitt liv åt att diska. Hon beräknade att nyttjandet av ett särskilt torkskåp för disken skulle kunna spara hälften av denna arbetstid.
Mellan 1943 och 1964 var Gebhard avdelningschef vid Arbetseffektivitetsföreningens hushållsavdelning i Filpula. Där vidareutvecklade hon 1944–1945 idén om ett torkskåp för disk, efter att ha börjat skissa på idén i slutet av 1920-talet. Andra hade arbetat på förbättringar av diskställsprincipen 1926 (Margarete Schütte-Lihotzky), 1929 (Angiolina Scheuermann) och 1932 (Louise R. Krause). År 1945 lät hon Arbetseffektivitetsföreningens tillverka de första prototyperna – 135 och 100 cm breda, av trä. Den industriella produktionen inleddes tre år senare vid Enso-Gutzeit-fabriken, och 1954 uppdaterades designen med plastinklädd stålvajerkonstruktion. Torkskåpet för disk standardiserades slutligen 1982 i det finländska lägenhetsbeståndet, där det fortfarande på 2000-talet är mycket väl spritt.
Från 1940-talet uppfann och vidareutvecklade Maiju Gebhard även andra ting med hushållsanknytning, inklusive ett axelstöd vid bärande av tungt gods. Dessutom utvecklade hon en inomhusbehållare för komposterbart material. Utöver detta författade hon ett antal böcker i relaterade ämnen.

## Utmärkelser
- Kommendörstecknet av Finlands Lejons orden[2]
- Riddartecknet av I klass av Finlands Lejons orden[2]

[Redigera Wikidata]